# Anthrenus albonotatus
Anthrenus albonotatus là một loài bọ cánh cứng trong họ Dermestidae. Loài này được Pic miêu tả khoa học năm 1922.